# Недайводский сельский совет
Недайводский сельский совет (укр. Недайводська сільська рада) — входит в состав
Криворожского района
Днепропетровской области
Украины.
Административный центр сельского совета находится в 
с. Недайвода.

## Населённые пункты совета
- с. Недайвода
- с. Заря
- с. Терноватка